# 6-й зведений загін ударних БпАК «Вій»
6-й зведений загін ударних БпАК «Вій» — підрозділ безпілотної авіації Збройних сил України чисельністю у загін.
Створений у 2023 році. Діяв на Сумщині, завдаючи ударів по території Росії.

## Історія

### Передумови
24 лютого 2022 року Росія почала повномасштабне вторгнення в Україну.
У березні 2023 року рішенням Головнокомандувача ЗСУ генерала Валерія Залужного розпочато формування перших у світі ударних рот БПЛА.

### Створення
Підрозділ пройшов загальновійськову та спеціальну підготовку у Великій Британії, в межах операції INTERFLEX. Наприкінці березня 2023 року підрозділ подякував інструкторам операції.
На квітень 2023 року загін діяв у північній операційній зоні, на Сумщині.
У ніч проти 10 травня 2023 року оператори загону вразили цілі на території противника. Атаку здійснено двома дронами по військовому полігону «Погоново» у Воронезькій області, Росія. Зазнали поранень щонайменше 14 солдатів противника.
У жовтні 2023 року загін завдав удар по території Росії та уразив взводний опорний пункт в районі села Гордєєвка Курськоі області.

## Традиції
Підрозділ названо «Вій» на честь загиблого побратима.